# Zwegapin United Football Club
El Zwegapin United Football Club es un club de fútbol profesional de Birmania. El equipo fue fundado en 2010 y tiene como sede la ciudad de Hpa-An. Actualmente milita en la Liga Nacional de Birmania.